# Skażenie w Kramatorsku
Skażenie radioaktywne w Kramatorsku – wypadek jądrowy, który miał miejsce w Kramatorsku w Ukraińskiej SRR (dzisiejsza Ukraina) w latach 1980–1989. Na osiedlu bloków z wielkiej płyty wewnątrz betonowej ściany budynku mieszkalnego znaleziono małą kapsułkę zawierającą wysoce radioaktywny cez-137, której dawka powierzchniowego promieniowania gamma wynosiła 1800R/rok. Kapsułkę wykryto dopiero po tym, jak cztery osoby w bloku zmarły na białaczkę i mieszkańcy zażądali pomiaru poziomu promieniowania w budynku.

## Szczegóły wypadku

### Zaginięcie kapsułki
Specjaliści ustalili, że pierwotnie kapsułka z cezem-137 mogła znajdować się w mierniku poziomu promieniowania, który był używany w kamieniołomie Karański w obwodzie donieckim pod koniec lat siedemdziesiątych. Po wypadnięciu z miernika, znalazła się w urobku, który następnie został użyty w budownictwie. Żwir pochodzący z tego kamieniołomu wraz z zagubioną kapsułką został wykorzystany w budowie bloku mieszkalnego. Kapsułka została zatopiona w prefabrykowanej betonowej ścianie w budynku 7 przy ulicy Mariji Prymaczenko (wówczas pod sowiecką nazwą Gwardzistów Kantemirowskich), dokładnie pomiędzy mieszkaniami 85 i 52.

### Opis zdarzenia
Przez dziewięć lat w mieszkaniu 85 mieszkały dwie rodziny. Bezpośrednio przy ścianie zawierającej kapsułę znajdowało się dziecięce łóżeczko. Mieszkanie oddano do użytku w 1980 roku. Rok później zmarła mieszkająca tam 18-letnia kobieta. W 1982 r. zmarł jej 16-letni brat, a w kolejnym roku ich matka. Wszyscy oni zmarli na białaczkę, jednak lekarzom nie udało się dociec pierwotnej przyczyny choroby, gdyż pokrewieństwo ofiar wskazywało na możliwe podłoże genetyczne. Dopiero kiedy do mieszkania wprowadziła się nowa rodzina, a ich syn również zmarł na białaczkę w 1987 r., jego ojcu udało się rozpocząć szczegółowe śledztwo, podczas którego w 1989 roku w ścianie odnaleziono źródło promieniowania.

### Następstwa
Do czasu odkrycia kapsułki zmarło czterech mieszkańców budynku, a 17 kolejnych otrzymało różne dawki promieniowania.
Fragment ściany zawierający kapsułkę został usunięty i przekazany do Instytutu Badań Jądrowych Ukraińskiej Akademii Nauk, gdzie kapsułkę wydobyto i zutylizowano zgodnie z obowiązującymi normami.
Od tego czasu na terenie Ukrainy znacząco wzmocniono kontrolę materiałów wykorzystywanych w budownictwie. Rutynowe badania promieniowania przeprowadza się na surowcach wykorzystywanych w budownictwie oraz kontroluje się poziomy promieniowania wewnątrz pomieszczeń podczas oddawania ich do użytku.